# تانهاجي
تانهاجي هو فيلم هندي تاريخي من إخراج أوم روت وبطولة أجاي ديفجان،سيف علي خان،كاجول،شاراد كيلكار ولوك كيني،تم عرض الفيلم في 10 يناير 2020.

## روابط خارجية
تانهاجي على موقع IMDb (الإنجليزية)
- تانهاجي على موقع روتن توميتوز (الإنجليزية)
- تانهاجي على موقع ألو سيني (الفرنسية)
- تانهاجي على موقع قاعدة بيانات الفيلم (الإنجليزية)
- تانهاجي على موقع ليتربوكسد (الإنجليزية)
- تانهاجي على موقع كينوبويسك (الروسية)